# Sainte-Vaubourg
Sainte-Vaubourg é uma comuna francesa na região administrativa de Grande Leste, no departamento das Ardenas. Estende-se por uma área de 6,91 km². Em 2010 a comuna tinha 90 habitantes (densidade: 13 hab./km²).